# Silicon Valley (serie de televisión)
Silicon Valley es una serie de televisión estadounidense creada por Mike Judge. Su emisión comenzó el 6 de abril de 2014 en la cadena HBO. La primera temporada consta de ocho episodios. El 21 de abril de 2014, la cadena HBO renovó la serie para una segunda temporada.

## Sinopsis
Richard es un tímido ingeniero de software que vive con sus tres únicos amigos, que crean un importante algoritmo de compresión que supondrá una batalla con intereses y falsas amistades. Todo ello unido a que una chica se cruza por primera vez en la vida de Richard.

## Elenco y personajes
- Thomas Middleditch como Richard Hendricks, un codificador que crea un algoritmo de compresión y el CEO general del Pied Piper.
- T. J. Miller como Erlich Bachman (temporadas 1-4), un empresario que dirige una incubadora de innovación en su casa y posee el 10% de Pied Piper.
- Josh Brener como Nelson "Big Head" Bighetti, el mejor amigo de Richard que trabaja en Hooli. A pesar de tener pocas habilidades como programador, a menudo se encuentra siendo promovido y encontrando el éxito.
- Martin Starr como Bertram Gilfoyle, el ingeniero de la red de Pied Piper, conocido por su personalidad apática y sardónica .
- Kumail Nanjiani como Dinesh Chugtai, un programador especializado en Java y miembro de Pied Piper. A menudo es víctima de las bromas de Gilfoyle.
- Christopher Evan Welch como Peter Gregory (temporada 1), el fundador y CEO multimillonario socialmente incómodo de Raviga Capital, además de un 5% propietario de Pied Piper después de su inversión de $ 200,000 . A pesar de su muerte en el estreno de la temporada 2, continúa desempeñando un papel importante en el futuro de Pied Piper y Raviga.
- Amanda Crew como Monica Hall, una empleada de Raviga Capital y socia asociada. Más tarde comienza su propia firma de VC y finalmente se une a Pied Piper como su directora de finanzas .
- Zach Woods como Donald "Jared" Dunn, exvicepresidente de Hooli que abandona la empresa para unirse al equipo de Pied Piper como su director financiero y asesor de negocios.
- Matt Ross como Gavin Belson (temporada 1 recurrente, protagonizada por la temporada 2), el CEO y fundador de Hooli y el principal antagonista de la serie.
- Suzanne Cryer como Laurie Bream (temporada 2-presente), el reemplazo de Peter Gregory como CEO de Raviga Capital, y más tarde cofundador de Bream Hall Capital con Monica. Al igual que su predecesor, es muy inteligente y socialmente inepta.
- Jimmy O. Yang como Jian-Yang (temporada recurrente 1, protagonista de la temporada 2-presente), otro inquilino de la incubadora de Erlich, pero no tiene relación con Pied Piper. Él y Erlich tienen frecuentes desacuerdos.
- Stephen Tobolowsky como "Acción" Jack Barker (temporada 3 recurrente, protagonizada por la temporada 4), brevemente CEO de Pied Piper y luego Hooli.
- Chris Diamantopoulos como Russ Hanneman (temporada 2-3 recurrentes, protagonizada por temporada 4, invitado temporada 5), un impetuoso, fuerte y ardiente multimillonario inversor que proporciona Pied Piper con su serie A .

## Episodios
| Temporada | Temporada | Episodios | Episodios | Emisión original      | Emisión original       |
| Temporada | Temporada | Episodios | Episodios | Primera emisión       | Última emisión         |
| --------- | --------- | --------- | --------- | --------------------- | ---------------------- |
|           | 1         | 8         | 8         | 6 de abril de 2014    | 1 de junio de 2014     |
|           | 2         | 10        | 10        | 12 de abril de 2015   | 14 de junio de 2015    |
|           | 3         | 10        | 10        | 24 de abril de 2016   | 26 de junio de 2016    |
|           | 4         | 10        | 10        | 23 de abril de 2017   | 25 de junio de 2017    |
|           | 5         | 8         | 8         | 25 de marzo de 2018   | 13 de mayo de 2018     |
|           | 6         | 7         | 7         | 27 de octubre de 2019 | 8 de diciembre de 2019 |

## Premios y nominaciones
3 nominaciones a los Critics' Choice Television Awards:
- Mejor serie- comedia
- Mejor actor en serie- comedia (Thomas Middleditch)
- Mejor actor de reparto en serie- comedia (Christopher Evan Welch)

5 nominaciones a los Premios Emmy:
- Mejor serie- comedia
- Mejor dirección en serie- comedia (Mike Judge)
- Mejor guion en serie- comedia (Alec Berg)
- Mejores títulos de crédito iniciales.
- Mejor dirección de arte en serie contemporánea.